# Porum
La ville de Porum est située dans le comté de Muskogee, dans l’État de l’Oklahoma, aux États-Unis. Sa population s’élevait à 727 habitants lors du recensement de 2010, estimée à 714 habitants en 2015.